# Elf 99

Logo von Elf 99 – Mit dem Wechsel zu RTL auch Wechsel der Farben des Logos entsprechend der CD-Farben von RTL.

Elf 99 war eine Jugendsendung des DDR-Fernsehens, benannt nach der damaligen Postleitzahl 1199, dem Sitz des Fernsehens der DDR im Berliner Ortsteil Adlershof. Elf 99 wurde im September 1989 erstmals ausgestrahlt, unter anderem als Reaktion auf Nutzungs- und Wahrnehmungsmuster durch das Westfernsehen. Die Programmstrecke verfolgte erstmals in der Geschichte des DDR-Fernsehens eine „alternative Programmpolitik“, mit der die DDR-Regierung Jugendliche, die sich von der DDR und deren Fernsehen abgewandt hatten, zurückzugewinnen hoffte. Elf 99 wurde nach dem Ende der DDR auf verschiedenen deutschen Sendern bis zur Einstellung am 26. März 1994 ausgestrahlt.

## Geschichte
Die Sendung wurde erstmals am 1. September 1989 um 15:45 Uhr im 2. Programm des Fernsehen der DDR ausgestrahlt. Die jeweils zweistündigen Sendungen mit dem Untertitel Der Jugendnachmittag beinhalteten einen Mix aus Nachrichten, Sportberichten und Musikvideos sowie eine Folge einer Fernsehserie. Den Anfang machte die Fernsehfassung von Dirty Dancing, welche dort in deutscher Erstausstrahlung gesendet wurde. Später folgten neben der Erweiterung der freitäglichen Sendung mit einer zusätzlichen Ausgabe am Dienstagnachmittag (seit 31. Oktober 1989) noch weitere Serien, wie Der Schatz im All, Ferdy, Fame – Der Weg zum Ruhm, Süß und sauer und TV 101. Da die Technik des DDR-Fernsehens veraltet war, wurde speziell für Elf 99 neue Technik bereitgestellt, die sonst nur zu Staatsbesuchen oder ähnlichen Ereignissen aus dem Ausland importiert wurde. Ein Novum war auch, dass Elf 99 eigene aktuelle Fernsehnachrichtenbeiträge verfassen durfte; dies war bis dahin nur der Redaktion der Aktuellen Kamera gestattet.
Wegen der hohen Popularität der Stammsendung folgten noch weitere Sendungen, wie Elf 99 – Der Sonntags-Film am Sonntagnachmittag. Zusätzlich wurde donnerstags die Musiksendung Countdown des niederländischen Senders Veronica, moderiert von Wessel van Diepen, ausgestrahlt – die Sendung wurde simultan ins Deutsche übersetzt.

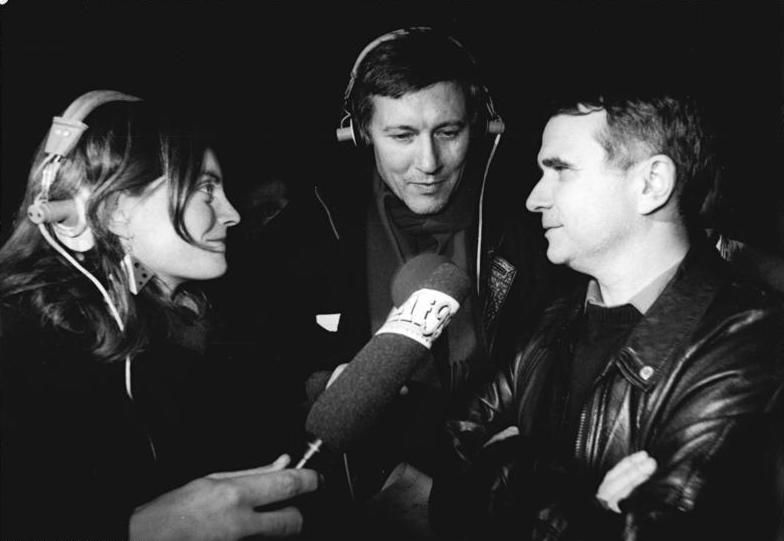
Eberhard Aurich im Interview mit Reportern von Elf 99 während der Wende im November 1989

Große Resonanz erzielte das Magazin in den Wendemonaten mit kritischen Beiträgen und ihren Sondersendungen, dem Elf 99-Spezial, mit vorher undenkbaren Beiträgen über die DDR-Führung. So war es dem Elf-99-Team mit dem Moderator Jan Carpentier gestattet, die Waldsiedlung Wandlitz, die als Ferienobjekt des Ministerrats der DDR genutzte Ostseeinsel Vilm und das Stasi-Wachregiment Feliks Dzierzynski (Neues von Felix – Nachrichten aus der Grauzone, 6. Dezember 1989) zu besuchen.
In einer Elf-99-Sendung war das Politbüromitglied Harry Tisch zu Gast und man forderte ihn offen auf zurückzutreten. Tisch trat tatsächlich kurz darauf von seinen Ämtern zurück.
Mit der Verleihung des Medienpreises Bambi im Dezember 1989 wurde Elf 99 besonders geehrt. Nach der Zusammenlegung der beiden DDR-Fernsehsender zu einem Programm im Dezember 1990 blieben Elf 99 zunächst seine angestammten Sendeplätze erhalten.

### Wechsel zu RTL nach der deutschen Wiedervereinigung
Dem Publikum in den alten Bundesländern wurde Elf 99 am 8. Februar 1991 mit einer Sonderausgabe mit dem Titel Die Störung hat System im Nachmittagsprogramm der ARD vorgestellt. Moderatoren dieser Sendung, die den Auftakt einer nicht verwirklichten Fortführung des Magazins in der ARD darstellten sollte, waren Thomas Riedel, Ines Krüger und Ingo Dubinski. Die Sendung begann um 15:20 Uhr und endete um 16:30 Uhr – zu diesem Zeitpunkt begann im DFF das reguläre Elf-99-Programm.
Mit der Auflösung des DFF schien am 31. Dezember 1991 das Ende der Sendung gekommen zu sein. Weder der MDR noch der ORB – beide Nachfolgesender des DFF – zeigten Interesse, die Sendung fortzuführen. So ergriff der Privatsender RTL plus, der im Sendegebiet der ehemaligen DDR hohe Popularität genoss und diese festigen wollte, die Chance und übernahm die Sendung. Bereits am 6. Januar 1992 konnte Elf 99 auf einem neuen Sendeplatz, werktäglich um 18 Uhr, als 45-minütige Sendung weitersenden. Der Sendeplatz war jedoch sehr ungünstig gewählt, die Sendung konnte lediglich von Zuschauern empfangen werden, die den Sender RTL per Satellit empfingen. Ein Großteil der Kabelnetzzuschauer, aber insbesondere jene, die RTL per Hausantenne empfangen konnten, sahen stattdessen die Regionalprogramme von RTL. Die Sendedauer von nunmehr 45 Minuten statt vormals rund zwei Stunden blieb auch nicht ohne Auswirkungen auf den Charakter der Sendung. Zwei Werbeunterbrechungen reduzierten die Sendezeit noch weiter.

### Umbenennung und Einstellung
Ausführliche Reportagen und ausgelassene Gespräche, wie sie noch zu DFF-Zeiten das Bild der Sendung prägten, waren in der gekürzten Sendezeit kaum mehr möglich. Vielmehr erweckte die Sendung den Eindruck, sie bestehe neben dem Abspielen von vier Musikvideos pro Ausgabe, den Kurznachrichten im Elf-99-Stil und den zwei Werbepausen nur noch aus Füllwerk mit eher belanglosen Themen. Daher schwand die Popularität der Sendung relativ schnell, weshalb RTL die Sendung am 10. September 1993 aus dem Programm nahm und an VOX weitergab, wo man mit der Ausstrahlung am 15. November 1993 begann. Der schlechte Sendeplatz am frühen Nachmittag und die geringe Empfangsmöglichkeit des zum damaligen Zeitpunkt erst sechs Monate tätigen Senders ließen das Zuschauerinteresse an Elf 99 noch weiter schrumpfen. Schließlich wurde der Sendeplatz auf den Samstagnachmittag gelegt und im März 1994 eine Umbenennung in Saturday beschlossen. Tatsächlich lief nur eine Ausgabe unter dem neuen Namen am 26. März 1994. Denn im März 1994 hatten sämtliche Anteilseigner des Senders VOX ihre Beteiligungen gekündigt und eine Finanzierung des Programmbetriebs über den 31. März hinaus in Frage gestellt. Somit fiel neben mehreren Sendungen auch Elf 99/Saturday der VOX-Krise zum Opfer. Ein Neustart auf einem anderen Sender erfolgte nicht mehr.

## Moderatoren
Moderatoren der ersten Stunde waren Jan Carpentier, Ingo Dubinski, Victoria Herrmann und Angela Fritzsch. Später folgten Ines Krüger, Steffen Twardowski, Marcel Obua und Thomas Riedel. Anja Kling moderierte innerhalb der Jugendsendung das Mädchenmagazin Paula. Beim Wechsel zu RTL verblieben nur Victoria Herrmann, Ines Krüger, Steffen Twardowski und Thomas Riedel.